# Comuna Luhove, Lenine
Luhove (în ucraineană Лугове) este o comună în raionul Lenine, Republica Autonomă Crimeea, Ucraina, formată din satele Ierofieieve și Luhove (reședința).

## Demografie
Componența lingvistică a comunei Luhove
     Rusă (55,88%)
     Ucraineană (20,52%)
     Tătară crimeeană (17,92%)
     Greacă (2,45%)
     Alte limbi (0,63%)
Conform recensământului din 2001, majoritatea populației comunei Luhove era vorbitoare de rusă (55,88%), existând în minoritate și vorbitori de ucraineană (20,52%), tătară crimeeană (17,92%) și greacă (2,45%).